# Флаг Азнакаевского района
Флаг Азнака́евского муниципального района Республики Татарстан Российской Федерации — опознавательно-правовой знак, служащий официальным символом муниципального образования.
Флаг утверждён 19 мая 2006 года и внесён в Государственный геральдический регистр Российской Федерации с присвоением регистрационного номера 2381.

## Описание
«Флаг Азнакаевского муниципального района представляет собой прямоугольное полотнище с отношением ширины к длине 2:3, разделённое по горизонтали на 3 неравных полосы: красную, жёлтую и зелёную (34/1/10), с расположенным посередине красной полосы белым изображением летящего сокола».

## Обоснование символики
Флаг разработан на основе герба района.
Азнакаевская земля имеет интересную историю и богатые традиции. Районный центр — город Азнакаево известен с 1762 года. На флаге района показаны его исторические и хозяйственные особенности.
Главная фигура: сокол — символ энергии, полёта, целеустремлённости, свободы — на флаге олицетворяет сам район и его жителей; высоко поднятые крылья птицы чёрные на концах в виде стремительно бьющего фонтана символизирует экономическую основу района — нефть, его динамическое развитие, устремлённость в будущее, уверенность в завтрашнем дне. При этом летящая птица подчёркивает сохраняющиеся культурные традиции и духовную преемственность многих поколений местных жителей. Белый цвет (серебро) — символ чистоты, совершенства, мира и взаимопонимания.
На территории района развито сельское хозяйство: здесь выращивают зерновые, подсолнечник, сахарную свёклу; разводят крупный рогатый скот, овец. Аграрная составляющая экономики показана жёлтой (золотой) полосой. Зелёный цвет — символ природы, здоровья, экологии, жизненного роста.
Красный цвет — символ труда, силы, мужества, красоты и праздника символизирует Азнакаевский район как один из наиболее развитых промышленных регионов Республики.